# Сипахи (серіал, 2022)
«Сипахи» (тур. Sipahi) — турецький телесеріал 2022 року у жанрі бойовика, та створений компанією CNP Film. В головних ролях — Каан Йилдирим, Озге Гюрель, Керем Алишик, Сінан Тузджу, Еркан Бекташ, Башак Гюмюлчінеліоглу.
Перша серія вийшла в ефір 12 грудня 2022 року.
Серіал має 1 сезон. Завершився 8-м епізодом, який вийшов у ефір 30 січня 2023 року.
Режисер серіалу — Гокан Інан, Доган Уміт Караджа.
Сценарист серіалу — Алі Доганчай.

## Сюжет
Події розгортатимуться навколо одного великого, спритного та геніального оперативника Розвідувального Управління Туреччини. Одного разу до рук головного героя потрапив мобільний телефон. Як виявилося, у ньому зберігалася особливо важлива та дуже корисна інформація для служб. За неї багато іноземних спецслужб готові були заплатити нечувану ціну. Коркут навіть не міг уявити, що з моменту цієї знахідки він сам стане мішенню. Незабаром на нього було оголошено полювання. На кон поставлена честь, а також доблесть відважного розвідника. Але, крім цього, тепер і життя головного героя щодня перебувало під великою загрозою.

## Актори та персонажі
| Актор                 | Роль                        |
| --------------------- | --------------------------- |
| Каан Йилдирим         | Коркут Алі Туркоглу         |
| Озге Гюрель           | Джанан Доган                |
| Керем Алишик          | Йилдирим Бозок              |
| Сінан Тузджу          | Горан Лосіч / Томас Гартман |
| Еркан Бекташ          | Хабтор Бін Саїд             |
| Башак Гюмюлчінеліоглу | Езгі Санджаклі              |
| Нуреттін Сенмез       | Кемаль Йорукоглу            |
| Чагдаш Онур Озтюрк    | Юсуф Четін                  |
| Серхат Налбантоглу    | Альптекін Ала               |
| Емре Булут            | Джем Калелі                 |
| Гозде Окур            | Есра Четін                  |
| Еліт Андач Чам        | Мерал Йорукоглу             |
| Зейнеп Оймак          | Еліф Йилдіз                 |
| Беррін Арисой         | Лале Туркоглу               |
| Ґамзе Топуз           | Жасмин                      |
| Гокан Акай            | Омер                        |
| Кемаль Зейдан         | Єфраїм                      |
| Ченгіз Коч            | Забка                       |
| Ісмаїл Дювенджі       | Зекі                        |
| Сельджук Борак        | Фахреттін                   |
| Едже Діздар           | Нарін Топрак                |
| Озгюр Атасой          | Іван                        |
| Мустафа Вуран         | Мустафа                     |

## Сезони
| Сезон | Епізоди | Епізоди | Оригінальний показ | Оригінальний показ | Оригінальний показ |
| Сезон | Епізоди | Епізоди | Перший показ       | Останній показ     | Мережа             |
| ----- | ------- | ------- | ------------------ | ------------------ | ------------------ |
| 1     | 8       | 8       | 12 грудня 2022     | 30 січня 2023      | Show TV            |

## Рейтинги серій

### Сезон 1 (2022)
| Серія      | Рейтинг (TOTAL) | Рейтинг (AB) | Рейтинг (ABC1) |
| ---------- | --------------- | ------------ | -------------- |
| 1.         | 4.48            | 3,95         | 4.49           |
| 2.         | 3.91            | 2.66         | 3.47           |
| 3.         | 3,56            | 2,89         | 3.43           |
| 4.         | 3.41            | 2.05         | 3.38           |
| 5.         | 2.36            | 1.57         | 2.36           |
| 6.         | 2.36            | 1.90         | 2.20           |
| 7.         | 2.26            | 1,65         | 2.28           |
| 8. (фінал) | 1.56            | 1.22         | 1.53           |